# 김의
김의(金禕, ? ~ 218년)는 후한 말기의 관료로, 자는 덕의(德禕)이며 경조윤 사람이다. 전한의 거기장군 김일제의 후손으로, 아버지 김선은 무릉태수를 지냈다.
조조로부터 근위대의 지휘를 명령받은 왕필과 친분이 있었는데, 경기와 위황의 난 때 위황, 경기, 길본, 길막, 길목 등과 함께 왕필 일당을 죽이고 황제인 헌제를 설득해 조조를 토벌할 계획에 참가하였다.
218년 정월에 모반을 결행해 왕필을 부상시키지만, 도망쳐 왕필의 통보를 받은 하후돈, 조휴 일행에게 토벌을 당하여 전사했다.

## 같이 보기
- 김일제
- 김선